# Essex Police

Area di responsabilità sulla mappa della Essex Police

L'Essex Police (Polizia dell'Essex) è la forza di polizia territoriale inglese responsabile della contea dell'Essex, nell'est dell'Inghilterra, composta da oltre 1.7 milioni di persone e circa 1.400 miglia quadrate. È una delle più grandi forze di polizia nel Regno Unito non metropolitane, con oltre 2.900 agenti di polizia.
La sede centrale è a Chelmsford, e c'è anche una scuola di polizia per l'addestramento degli ufficiali. L'Essex Police lavora a stretto contatto con la Kent Police, entrambe le forze di polizia hanno elicotteri in comune e la direzione congiunta contro i crimini gravi.
Il capo della polizia è Ben-Julian Harrington, che ha assunto l'incarico nell'ottobre 2018.
Il vice capo della polizia per le relazioni con i media Steve Worron è anche contemporaneamente ACC per le operazioni di area per la Kent Police a causa delle due forze che formano una direzione congiunta per i crimini gravi. A partire dal 2017, il deputy chief constable Nick Downing è diventato il capo della direzione per i crimini gravi per la Kent Police e l'Essex Police.

## Storia
L'Essex Constabulary è stata costituita nel 1840. Nel 1965, la forza aveva un'istituzione di 1.862 ufficiali.
La Southend-on-Sea Borough Police è stata istituita dal distretto della contea di Southend-on-Sea, in Inghilterra, nel 1914. Nel 1969 la Southend-on-Sea Borough Police si è amalgamata con l'Essex Constabulary per diventare l'Essex and Southend-on-Sea Joint Constabulary. Anche Colchester una volta aveva le proprie forze di polizia.
Il titolo è stato abbreviato in Essex Police nel 1974. Nell'aprile 2000, ha assunto le responsabilità nel sud-ovest della contea (Loughton, Waltham Abbey Chigwell, Chigwell e Buckhurst Hill) precedentemente nell'area della Metropolitan Police.
Gli Epping Forest Keepers agiscono come agenti della Epping Forest nelle parrocchie della foresta nel sud-ovest dell'area dell'Essex Police; hanno poteri diversi da quelli dell'Essex Police.

## Agenzie precedenti
- Essex Constabulary
- Southend-on-Sea Borough Police

## Capi della polizia
Essex Constabulary (1840)
- 1840–1881: John Bunch Bonnemaison McHardy
- 1881–1887: William Henry Poyntz
- 1888–1915: Edward McLean Showers
- 1915–1932: John Alfred Unett
- 1933–1962: (Sir) Francis Jonathan Peel
- 1962–1978: Sir John Cyprian Nightingale (nominato Cavaliere con i 1975 New Year Honours)

Essex Police (1974)
- 1978–1987: (Sir) Robert Sidney Bunyard
- 1988–1998: John Halcrow Burrow
- 1998–2005: David Frederick Stevens
- 2005–2009: Roger Baker
- 2009–2013: Jim Barker-McCardle
- 2013–2018: Stephen Kavanagh
- 2018 – in carica: Ben-Julian Harrington